# Eclipse lunar de 6 de novembro de 1976
| Eclipse Lunar Penumbral 6 de novembro de 1976 | Eclipse Lunar Penumbral 6 de novembro de 1976 |
| --- | --------------------------------------------- |
| A Lua cruza a metade sul da zona de penumbra da Terra, de oeste para leste (da direita para a esquerda), com o disco lunar um pouco menos brilhante e seu trecho sul levemente escurecido. |                                               |
| Gamma | -1,1276                                       |
| Saros (e membro) | 145 (9 de 71)                                 |
| Sequência de eclipses lunares |                                               |
| Anterior | 13 de maio de 1976                            |
| Próximo | 4 de abril de 1977                            |
| Duração (hr:mn:sc) |                                               |
| Penumbral | 4:25:52                                       |
| Fases e Horários do Eclipse (UTC) |                                               |
| P1 | 1976-11-06, 20:48:16                          |
| Máximo | 1976-11-06, 23:01:12                          |
| P4 | 1976-11-07, 01:14:08                          |

O eclipse lunar de 6 de novembro de 1976 foi um eclipse penumbral, o segundo e último de dois eclipses do ano, e único como penumbral. Teve magnitude penumbral de 0,8383 e umbral de -0,2593. Teve duração total de 266 minutos.
Este eclipse penumbral subtil pode ter sido visível para um observador habilidoso no eclipse máximo. 84% do disco da Lua foi parcialmente sombreado pela Terra (nada disso foi na sombra total), o que causou um suave gradiente de sombra em todo o seu disco no máximo; o eclipse como um todo durou 4 horas e 26 minutos.
A Lua cruzou a região sul da faixa de penumbra da Terra, em nodo descendente, dentro da constelação de Áries.

## Série Saros
Eclipse pertencente ao ciclo lunar Saros de série 145, sendo este de número 9, com total de 71 eclipses da série. O último eclipse foi o eclipse penumbral de 27 de outubro de 1958, e o próximo será com o eclipse penumbral de 18 de novembro de 1994.

## Visibilidade
Foi visível sobre as Américas, Europa, África e Ásia.
| Região do planeta onde o eclipse foi visível durante o máximo do fenômeno - 23:01 UTC. Níger, obteve a melhor observação do meio do eclipse, de onde foi visível à meia-noite. |
| Mapa de visibilidade do eclipse |